# Mouse and the Traps
Mouse and the Traps var en amerikansk garagerockgrupp från Tyler i Texas som bildades 1965. Gruppnamnet var från början endast Mouse, men från 1966 började man använda Mouse and the Traps. Gruppen frontades av sångaren och låtskrivaren Ronnie Weiss. Övriga medlemmar var Bugs Henderson (gitarr), Dave Stanley (bas), Jerry Howell (keyboard) och Ken Murray (trummor). När gruppen spelade in sin debutsingel "A Public Execution" var dock endast Weiss, Stanley och Henderson medverkande. Låten som både textmässigt och i sin ljudbild var tydligt inspirerad av Bob Dylan blev en regional hitsingel i Texas, men tog sig inte in på nationella Billboard Hot 100-listan. Den bubblade dock under och nådde #121 Gruppen släpptes sedan ett dussintal singlar på Fraternity Records, utan att någon nådde den uppmärksamhet som debuten gjort. "Sometimes You Just Can't Win" blev dock en mindre lokal hit i sydöstra USA. Deras sista singel släpptes 1969, men gruppen har återförenats 1972 och 1980. 1982 gavs samlingsalbumet Public Execution ut och den innehöll nästan alla singlar gruppen släppte. Debutsingeln "A Public Execution" togs även med på det för garagerocken inflytelserika samlingsalbumet Nuggets: Original Artyfacts from the First Psychedelic Era, 1965–1968 som gavs ut av Elektra 1972. Bugs Henderson kom att spela in ett flertal bluesskivor som soloartist. Han avled 2012.

## Diskografi (urval)
Samlingsalbum
- 1992 - Public Execution
- 1997 - The Fraternity Years
- 2010 - Lost Sessions

Singlar
- 1966 - Maid Of Sugar, Maid Of Spice / I Am The One
- 1966 - Would You Believe? / Like I Know You Do
- 1967 - Do The Best You Can / Promises Promises
- 1967 - Beg Borrow And Steal / L.O.V.E. LOVE
- 1968 - Requiem For Sarah / Look At The Sun
- 1968 - I Satisfy (long version) / I Satisfy (short version)
- 1968 - Sometimes You Just Can't Win / Cryin' Inside
- 1968 - Wicker Wine / And I Believe Her
- 1969 - Knock On My Door / Where's the Little Girl

Övrigt
- 1965 - A Public Execution / All For You (singel som Mouse)
- 1967 - Psychotic Reaction / 13 O'Clock Theme For Psychotics (singel som Positively 13 O'Clock)
- 1967 - I've Got Her Love / As Far As The Sea (singel som Chris St. John)